# Laophontopsis
Laophontopsis är ett släkte av kräftdjur som beskrevs av Georg Ossian Sars 1908. Laophontopsis ingår i familjen Laophontopsidae.
Laophontopsis är enda släktet i familjen Laophontopsidae.
Kladogram enligt Catalogue of Life och Dyntaxa:
| Laophontopsis | \| \| Laophontopsis borealis \| \| \| \| \| \| Laophontopsis lamellifera \| \| \| \| \| \| Laophontopsis secunda \| \| \| \| |
|               | \| \| Laophontopsis borealis \| \| \| \| \| \| Laophontopsis lamellifera \| \| \| \| \| \| Laophontopsis secunda \| \| \| \| |
|               | Laophontopsis borealis |
|               | |
|               | Laophontopsis lamellifera |
|               | |
|               | Laophontopsis secunda |
|               | |